# Tinea auromaculata
Tinea auromaculata är en fjärilsart som beskrevs av Walsingham 1897. Tinea auromaculata ingår i släktet Tinea och familjen äkta malar. Inga underarter finns listade i Catalogue of Life.